# Distretto della Vallée
Il distretto di La Vallée è stato un distretto del Canton Vaud, in Svizzera. Confinava con i distretti di Orbe a nord-est, di Cossonay a est, di Aubonne a sud, di Nyon a sud-ovest e con la Francia (dipartimenti del Giura a ovest e del Doubs a nord nella Franca Contea). Il capoluogo era Le Sentier, nel comune di Le Chenit. Comprendeva il lago di Joux.
In seguito alla riforma territoriale entrata in vigore nel 2008 il distretto è stato soppresso e i suoi comuni sono entrati a far parte del distretto del Jura-Nord vaudois.
Amministrativamente era diviso in 2 circoli e 3 comuni:

## Le Chenit
- Le Chenit

## Le Pont
- L'Abbaye
- Le Lieu